# Carl Folke

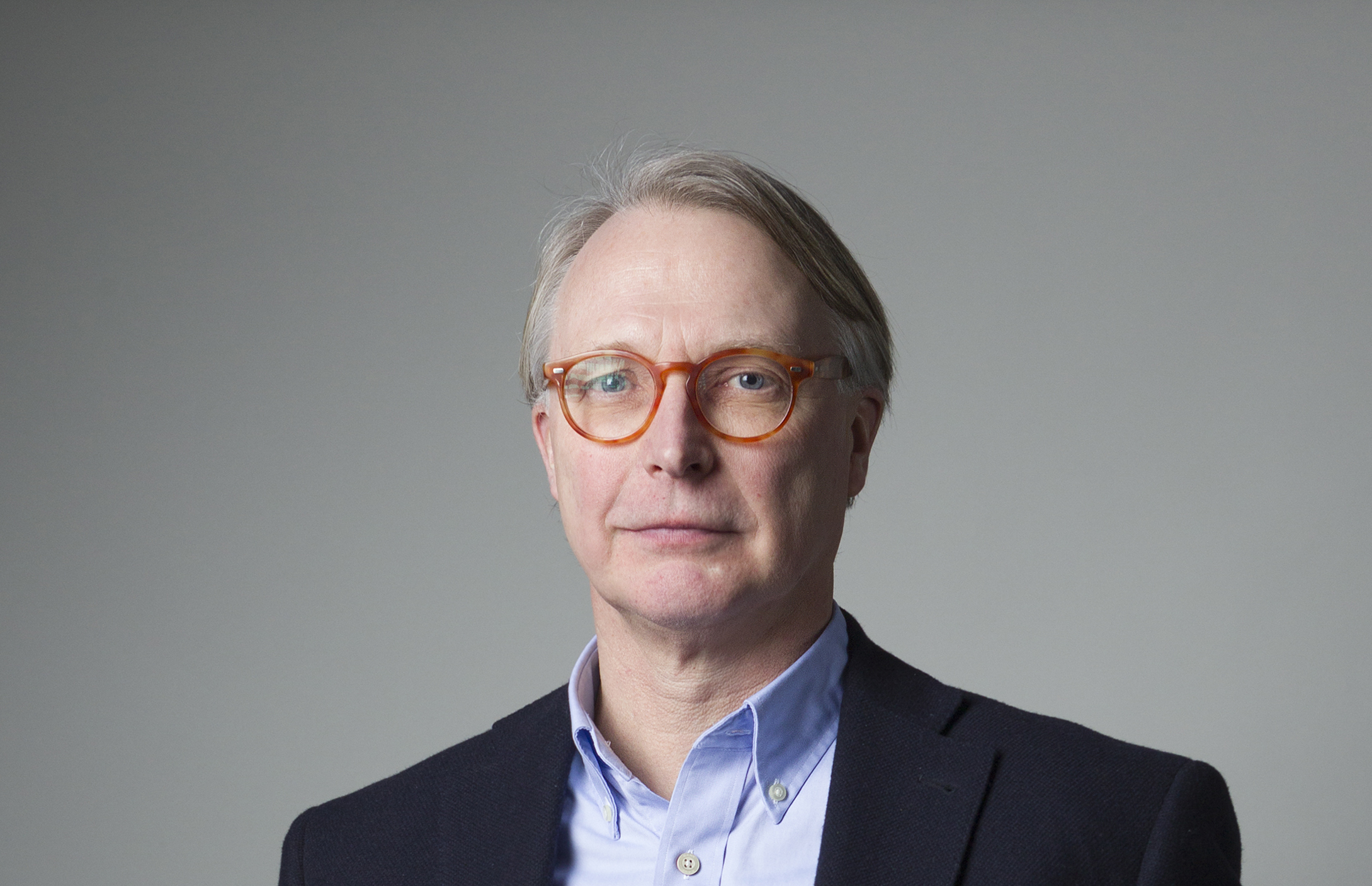
Carl Folke

Carl Folke (* 26. Juni 1955 in Stockholm) ist ein schwedischer Ökologe und Hochschullehrer. Seine Arbeitsschwerpunkte liegen in der transdisziplinären Forschung im Bereich Systemökologie, sozioökologischer Systeme und Resilienz. Er ist Direktor des Beijer Institute of Ecological Economics, Mitglied der Königlich Schwedischen Akademie der Wissenschaften und wird von Thomson Reuters als Stark zitierter Forscher in den Kategorien Umwelt/Ökologie und Sozialwissenschaften Allgemein geführt. Sein H-Index lag im März 2025 bei 166.

## Akademischer Werdegang
Folke studierte u. a. Wirtschaftswissenschaft, Biologie und Ökologie und erwarb einen Bachelor- und Master of Business Administration. Im Jahr 1990 promovierte er, nachdem er eine Zeitlang in der Privatwirtschaft tätig war, mit einer Arbeit über Evaluation of Ecosystem Life-Support: in relation to salmon and wetland exploitation an der Universität Stockholm.
1991 wurde er stellvertretender Direktor des bei der Königlich Schwedischen Akademie der Wissenschaften angesiedelten Beijer International Institute of Ecological Economics. Nach einem Aufenthalt als Postdoc an der Boston University im Jahr 1991 wurde er 1994 zudem Dozent an der Universität Stockholm. 1997 wurde er dort zum Professor ernannt und erhielt den Lehrstuhl für Management natürlicher Ressourcen in der Abteilung für Systemökologie. Von 1999 bis 2006 war er an der Universität Stockholm Direktor des Zentrums für transdisziplinäre Umweltforschung. Im Jahr 2007 wurde er Direktor des Beijer Institute und zugleich Wissenschaftlicher Direktor des Stockholm Resilience Centre, einer gemeinsam von der Universität Stockholm und dem Beijer Institut betriebenen Forschungseinrichtung. Hierfür wurde er von der Professur freigestellt. 2017 wurde Folke in die National Academy of Sciences gewählt. Für 2022 wurde ihm der A.H.-Heineken-Preis für Umweltwissenschaften zugesprochen.
Zudem ist Folke für verschiedene wissenschaftliche Fachzeitschriften tätig. Er ist einer der beiden Chefredakteure von Ecology and Society und in den Redaktionen 14 weiterer Fachzeitschriften präsent.

## Publikationen (Auswahl)
Folke ist Autor bzw. Herausgeber von 12 Büchern und hat mehr als 200 Aufsätze in Fachzeitschriften publiziert, darunter 15 Paper in Nature bzw. Science.

### Bücher
- Chapin, Kofinas, Folke (Hrsg.), Principles of Natural Resource Stewardship: Resilience-Based Management in a Changing World, Springer 2009, ISBN 978-0-387-73032-5.
- Berkes, Colding, Folke (Hrsg.), Navigating Social-Ecological Systems: Building Resilience for Complexity and Change. Cambridge University Press 2003, ISBN 978-0-521-06184-1.
- Berkes, Folke (Hrsg.), Linking Social and Ecological Systems: Management Practices and Social Mechanisms for Building Resilience. Cambridge University Press 1998, ISBN 978-0-521-78562-4.
- Andersson, Folke, Nyström, Trading with the Environment: Ecology, Economics, Institutions, and Policy Earthscan 1995, ISBN 978-1-84407-960-5.

### Bedeutende Beiträge in Fachzeitschriften
- Alber V. Norström et al.: Principles for knowledge co-production in sustainability research. In: Nature Sustainability. Band 3, 2020, S. 182–190, doi:10.1038/s41893-019-0448-2.
- Will Steffen et al.: Trajectories of the Earth System in the Anthropocene. In: Proceedings of the National Academy of Sciences. Band 115, Nr. 33, 2018, S. 8252–8259, doi:10.1073/pnas.1810141115.
- Will Steffen et al., Planetary boundaries: Guiding human development on a changing planet. In: Science 347, No. 6223, (2015), doi:10.1126/science.1259855.
- Folke et al., Reconnecting to the Biosphere. In: Ambio 40, Issue 7, (2011), 719–738, doi:10.1007/s13280-011-0184-y.
- Steffen et al., The Anthropocene: From Global Change to Planetary Stewardship. In: Ambio 40, Issue 7, (2011), 739–761, doi:10.1007/s13280-011-0185-x.
- Folke et al., Resilience Thinking: Integrating Resilience, Adaptability and Transformability. In: Ecology and Society 15, Issue 4, (2010), Link.
- Rockström et al., A safe operating space for humanity. In: Nature 461, (2009), 472–475, doi:10.1038/461472a.
- Liu et al., Complexity of Coupled Human and Natural Systems. In: Science 317, No. 5844, (2007), 1513–1516, doi:10.1126/science.1144004.
- Worm et al., Impacts of Biodiversity Loss on Ocean Ecosystem Services. In: Science 314, No. 5800, (2006), 787–790, doi:10.1126/science.1132294.
- Folke, Resilience: The emergence of a perspective for social–ecological systems analyses. In: Global Environmental Change 16, Issue 3, (2006), 253–267, doi:10.1016/j.gloenvcha.2006.04.002.
- Folke et al., Adaptive governance of social-ecological systems. In: Annual Review of Environment and Resources 30, (2005), 441–473, doi:10.1146/annurev.energy.30.050504.144511.
- Hughes et al., Climate Change, Human Impacts, and the Resilience of Coral Reefs. In: Science 301, No. 5635, (2003), 929–933, doi:10.1126/science.1085046.
- Folke et al., Resilience and Sustainable Development: Building Adaptive Capacity in a World of Transformations. In: Ambio 31, Issue 5, (2002), 437–440, doi:10.1579/0044-7447-31.5.437.
- Scheffer et al., Catastrophic shifts in ecosystems. In: Nature 413, (2001), 591–596, doi:10.1038/35098000.
- Arrow et al., Economic growth, carrying capacity, and the environment. In: Ecological Economics 15, Issue 2 (1995), 91–95, doi:10.1016/0921-8009(95)00059-3.